# 畠中祐
畠中祐（日语：／ Hatanaka Tasuku，1994年8月17日—）是日本的男性聲優。出身於神奈川縣。隸屬於賢Production。

## 人物
神奈川縣立相模大野高等學校畢業。之後就讀櫻美林大學藝術文化學群。
父親畠中洋、母親福島桂子皆為藝人。
小學5年級時，從一般公募甄選中被拔擢替電影《納尼亞傳奇》的主角配音，也是聲優的出道作。
高中1年級時，在電視動畫《遊戲王ZEXAL》的甄選中合格，並演出主角九十九遊馬。
2013年4月23日開始為賢Production所屬。
2019年12月29日，與同行千本木彩花宣布結婚，2人在《甲鐵城的卡巴內里》曾經共演男女主角。

## 演出作品
※粗體字為主要角色。

### 電視動畫
2011年
- 遊戲王ZEXAL（九十九遊馬[5]）

2012年
- 遊戲王ZEXAL II（九十九遊馬[6]）

2014年
- 乒乓 THE ANIMATION（社員A、片瀨社員A、學生B、學生A）
- 幕末Rock（正義隊、無名）
- GUNDAM G之復國運動（無名（學生）#1#2）

2015年
- 黑子的籃球 第3季（持田禮二）
- 小精靈與鬼靈精怪大冒險（火之幽靈）
- 雙槍激鬥（學生）
- 境界觸發者（笹森日佐人）
- 潮與虎（蒼月潮[7]）
- 赤髮白雪姬（兵士A）

2016年
- 潮與虎 第2期（蒼月潮）
- 我的英雄學院（上鳴電氣）
- 甲鐵城的卡巴內里（生駒）
- 男子啦啦隊！！（森尚史）
- 野球少年（永倉豪）

2017年
- 喧嘩番長 乙女 -Girl Beats Boys-（吉良希）
- 我的英雄學院 第2期（上鳴電氣）
- 武裝少女Machiavellianism（納村不道[8]）
- 猜謎王（井上大將）
- 理想禁區（艾吾豆）

2018年
- BASILISK～櫻花忍法帖～（甲賀八郎）
- 豆豆貓（豆之介）
- 銀河英雄傳說 Die Neue These 邂逅（拉歐）
- 隊長小翼（森崎有三[9]、修哲小B隊伍B、箕輪）
- 平交道時間（齋藤）
- 奴隸區 The Animation（砂川武藏）
- 進擊的巨人 Season 3（弗雷蓋爾·利布斯）
- 我喜歡的妹妹不是妹妹（永見祐[10]）
- 我的英雄學院 第3期（上鳴電氣）

2019年
- 路人超能100 II（約瑟夫）
- 鑽石王牌 actII（淺田浩文、三石耀司）
- 家有女友（松川·J·亞歷克斯）
- 川柳少女（毒島英二）
- 星光王子 KING OF PRISM -Shiny Seven Star-（香賀美大河）
- 實況主的逃脫遊戲【直播中】（驅堂杏也）
- 我的英雄學院 第4期（上鳴電氣）
- 星合之空（新城柊真）

2020年
- 鑽石王牌 actII（中川翔）
- 織田肉桂信長（鞍切景秀）
- 辣妹與恐龍（直太郎）
- 啄木鳥偵探處（成瀨）
- 炎炎消防隊 貳之章（52〈青年〉）
- 黃金神威 第3期（花澤勇作）
- A3！ SEASON AUTUMN & WINTER（兵頭九門）

2021年
- Praeter之傷（虎尊五木）
- 境界觸發者 2nd season（笹森日佐人）
- SK∞（喜屋武曆）
- 進擊的巨人 THE FINAL SEASON（弗雷格爾·利布斯）
- 我的英雄學院 第5期（上鳴電氣）
- MARS RED（栗栖秀太郎）
- 真白之音（田沼總一）
- 東京復仇者（柴八戒）
- RE-MAIN（豬俁·巴巴亞羅·豐）
- 歌劇少女!!（辻陸斗）
- 境界觸發者 3rd season（笹森日佐人）

2022年
- 我的英雄學院 第6期（上鳴電氣）
- 機動戰士GUNDAM 水星的魔女（努諾·卡爾岡）
- 因為是反派大小姐所以養了魔王（奧古斯特·謝姆）
- POP TEAM EPIC 第2期（POP子〈第6話B段〉）
- 後宮之烏（史顯）
- 路人超能100 III（約瑟夫）

2023年
- 東京復仇者 聖夜決戰篇（柴八戒）
- 吸血鬼馬上死2（溫泉的人）
- 黃金神威 第4期（花澤勇作）
- 獻祭公主與獸王（蘭德維特[11]）
- 競速 OVERTAKE!（小牧錮太郎[12]）
- MF GHOST 燃油車鬥魂（緒方[13]）
- B-PROJECT ～熱烈＊Love Call～（倉田永輔[14]）
- 某大叔的VRMMO活動記（茲維[15]）
- Paradox Live THE ANIMATION（伊藤紗月[16]）
- 地下忍者（日比奇跡[17]）
- 家裡蹲吸血姬的鬱悶（梅拉康契[18]）
- 隊長小翼Season2 青少年篇（森崎有三）
- 東京復仇者 天竺篇（柴八戒）
- 狩龍人拉格納（シン・カトラス[19]）

2024年
- 指尖相觸，戀戀不捨（伊柳心[20]）
- Animation x Paralympic：誰是你的英雄？（蒼月潮[21]）
- 寶可夢 地平線（吉尼亞[22]）
- 蜻蛉高球（凜太郎）
- 我的英雄學院 第7期（飛行員、上鳴電氣）
- 新人大叔冒險者，被最強隊伍操到死成無敵（阿道夫）
- 新幹線變形機器人 CHANGE THE WORLD（海風ツクモ[23]）
- MF GHOST 燃油車鬥魂 第2期（緒方[24]）
- 最狂輔助職業【話術士】世界最強戰團聽我號令（洛基[25]）

2025年
- S級怪獸《貝希摩斯》被誤認成小貓，成為精靈女孩的騎士（寵物）一起生活（球球[26]）
- 黑岩目高不把我的可愛放在眼裡（木戶讓[27]）
- Everyday Host（英语：えぶりでいホスト）（良一[28]）
- 炎炎消防隊 參之章（52）
- 為丑女獻上花束（新橋努[29]）

2026年
- 現在的是哪一個多聞！？（橘敬人[30]）
- 地獄模式 ～喜歡挑戰特殊成就的玩家在廢設定的異世界成為無雙～（德古拉[31]）
- 鑽石王牌 actII Second Season（淺田浩文[32]）
- 東京復仇者 三天戰爭篇（柴八戒[33]）

### OVA
2025年
- SK∞ EXTRA PART（喜屋武曆[34]）

### 劇場版動畫
2014年
- 劇場版 TIGER & BUNNY -The Rising-（彌敦的同學）

2016年
- 星光少男 KING OF PRISM by PrettyRhythm（香賀美大河）

2017年
- 星光少男 KING OF PRISM -PRIDE the HERO-（香賀美大河）

2018年
- 我的英雄學院劇場版：兩個人的英雄（上鳴電氣）

2019年
- 甲鐵城的卡巴內里 海門決戰（生駒）
- 劇場版 Reconguista in G I 去吧！核心戰機（學生）
- 我的英雄學院劇場版：英雄新世紀（上鳴電氣）

2020年
- 星光王子 KING OF PRISM ALL STARS -星光時尚秀 ☆ Best Ten-（香賀美大河）

2021年
- 宇宙戰艦大和號2205 新的旅程 前章 -TAKE OFF-（土門竜介）

2022年
- 宇宙戰艦大和號2205 新的旅程 後章 -STASHA-（土門竜介）
- 泡泡（電氣忍者隊長）
- 通往夏天的隧道，再見的出口（加賀翔平[35]）

2023年
- 愛麗絲與特蕾絲的虛幻工廠（新田篤史[36]）

2024年
- 永遠的大和號 REBEL3199 第一章 黑之侵略（土門竜介[37]）
- 星光王子 KING OF PRISM -Dramatic PRISM.1-（香賀美大河[38]）
- 永遠的大和號 REBEL3199 第二章 赤日之出擊（土門竜介[39]）

2025年
- 永遠的大和號 REBEL3199 第三章 群青的小行星（土門竜介[40]）
- 星光王子 KING OF PRISM -Your Endless Call-（香賀美大河[41]）
- 永遠的大和號 REBEL3199 第四章 水色的少女（土門竜介[42]）

### 網路動畫
2022年
- LUPIN ZERO（魯邦[43]）

### 遊戲
2011年
- 遊戲王ZEXAL DUEL TERMINAL（九十九遊馬）

2013年
- 遊戲王ZEXAL 激烈衝突！決鬥嘉年華！（九十九遊馬、Zexal）

2015年
- 鎖鏈戰記（修蓮）
- 夢色卡司（城崎昴）

2017年
- 冷然之天秤 黑百合炎陽譚（黎雪加）
- 偶像DTI（黃金尊）
- R.E.D 〜RAGE EXTINGUISH DAY〜（管离）
- 巴哈姆特之怒（沃塔）
- 動物偶像（春宮亞蘭）

2018年
- A3！（兵頭九門）
- 偶像★進行曲（木崎凜太朗）
- IDOL FANTASY（朧夜呀狼）
- DREAM!ing（志部谷幽）
- 我的英雄學院 唯我正義（上鳴電氣[44]）
- 足球小將翼ZERO 夢幻射門！（森崎有三[45]）
- 夢間集（六爻棋）
- On Air！（森重優那）

2019年
- 星光少男KING OF PRISM（香賀美大河）
- 彈射世界（歐羅烏魯、庫羅[46]）
- 王国之心III（尤佐拉）

2021年
- 原神（五郎）

2022年
- 聖火降魔錄無雙 風花雪月（謝茲（男）[47]）
- 聖火降魔錄 英雄雲集（謝茲（男））
- 寶可夢大師（阿修）

### 廣播劇CD
- 日日蝶蝶（男學生）※《Margaret》2014年24號、2015年1號附錄
- 繼母的拖油瓶是我的前女友 （川波小暮）
- Paradox Live（伊藤紗月[48]）

### 外語配音

#### 電影
- 聖誕快樂又瘋狂（卡提斯〈史賓塞·布瑞斯林〉）
- 長毛狗（約書亞·達古拉斯〈史賓塞·布瑞斯林〉）
- 鼠膽妙算（康納）
- 納尼亞傳奇：獅子·女巫·魔衣櫥（愛德蒙·皮芬〈史肯達·凱恩斯〉）
- 納尼亞傳奇：賈思潘王子（愛德蒙·皮芬〈史肯達·凱恩斯〉）
- 納尼亞傳奇：黎明行者號（愛德蒙·皮芬〈史肯達·凱恩斯〉）
- 浪人47（少年的魁）
- 忍者龜：變種世代（米開朗基羅〈諾爾·費雪〉[49]）
- 年少時代（梅森·伊文斯·Jr.〈艾拉·柯川〉〉

#### 動畫
- 變形金剛 大冒險（天暴）
- 怪獸大學
- 野蠻任務（萊恩）
- 未來小子（史丹利）
- Robot Kickers（伊萬）
- 魔法满屋（卡米羅）
- 超級瑪利歐兄弟電影版（路易吉）

### 影像商品
- 女子情報誌 TSUBASA MAGAZINE
- 心跳食譜 歡迎來到執事餐廳〜畠中祐&朗斯貝里·亞瑟〜
- 8P channel （2016年－）
- 三木真一郎的接待駕駛 Vol.4 畠中祐
- KENPROCK Festival 2017
- 声優だって旅します the 2nd VOL.3 梶裕貴、畠中祐/沖繩篇
- 声優だって旅します the 2nd 特別活動 旅行的活動是○○ We love KOETABI
- Animelo Summer Live 2017 -THE CARD- 8.26
- KING OF PRISM SUPER LIVE MUSIC READY SPARKING！
- 世界系綜藝 僕聲
- Original Entertainment Paradise -おれパラ- 2017 10th
- 夢色卡司 DREAM SHOW 2017 LIVE
- 人狼戰鬥 lies and the truth 2018 JUNE ～人狼VS怪盗～
- KING OF PRISM ROSE PARTY 2018

### 廣告
- 麥當勞 世界盃篇（歌）
- 小柴豆學園（黑岩大）

### 電視特攝
2020年
2021年
- 超人力霸王Trigger（超人力霸王Z）

## 音樂作品

### 單曲
|            | 發售日         | 標題                   | 規格編號   | 規格編號   | Oricon最高位 |
| 初回限定盤 | 發售日         | 標題                   | 通常盤     |            | Oricon最高位 |
| ---------- | -------------- | ---------------------- | ---------- | ---------- | ------------ |
| 1st        | 2017年7月12日  | STAND UP               | LACM-34615 | LACM-14615 | 27位         |
| 2nd        | 2018年8月22日  | 真夏BEAT               | LACM-34802 | LACM-14802 | 37位         |
| 3rd        | 2019年7月24日  | not GAME               | LACM-34884 | LACM-14884 | 34位         |
| 4rd        | 2020年8月19日  | HISTORY                | LACM-34007 | LACM-24007 | 30位         |
| 5rd        | 2020年10月28日 | DYING WISH             | LACM-34071 | LACM-24071 | 28位         |
| 6rd        | 2020年11月25日 | Promise for the future | LACM-34072 | LACM-24072 | 36位         |
| 7rd        | 2021年4月28日  | TWISTED HEARTS         | LACM-34110 | LACM-24110 |              |

### 專輯
|            | 發售日        | 標題    | 規格編號   | 規格編號   | Oricon最高位 |
| 初回限定盤 | 發售日        | 標題    | 通常盤     |            | Oricon最高位 |
| ---------- | ------------- | ------- | ---------- | ---------- | ------------ |
| 1st        | 2019年3月27日 | FIGHTER | LACA-35766 | LACA-15766 | 28位         |

## 音樂合作
| 樂曲                   | 音樂合作一覽                                 | 時期   |
| ---------------------- | -------------------------------------------- | ------ |
| not GAME               | 電視動畫『實況主的逃脫遊戲【直播中】』片頭曲 | 2019年 |
| DYING WISH             | 電視動畫『憂國的莫里亞蒂』片頭曲             | 2020年 |
| Promise for the future | 特攝電視劇『』片尾曲                         | 2020年 |
| TWISTED HEARTS         | 電視動畫『憂國的莫里亞蒂 第一季後半』片頭曲  | 2021年 |
| Endless Love           | 手機遊戲『美男吸血鬼 五週年』主題曲          | 2022年 |

## 外部連結
- 事務所公開簡歷 （页面存档备份，存于）（日語）
- 畠中祐的X（前Twitter）